# Кузебаево (Граховский район)
Кузебаево — в прошлом деревня в Граховском районе Удмуртии, с 1978 года часть деревни Порым.

## Географическое положение
Деревня располагалась на правом берегу реки Кузебайка, в 2 км к югу от районного центра села Грахово. На юге примыкало к селу Порым. В настоящее время деревня входит в состав села Порым как улица Кузебаевская.

## История
По итогам десятой ревизии в 1859 году в 31 дворе казённой деревни Адам-Ятчи (Кузебаево) при ключе Чёрном проживало 261 жителей, работала водяная мельница.
До 1921 года деревня входила в состав Граховской волости Елабужского уезда Вятской губернии, в 1921 году образована Вотская АО и деревня вместе с Граховской волостью отошла в состав Можгинского уезда. С 1924 по 1963 годы деревня входила в состав Архангельского сельсовета. В 1963 году Архангельский сельсовет был упразднён и деревня вошла в состав Граховского сельсовета.
В 1978 году деревни Порым и Кузебаево были объединены в одну деревню Порым.

## Люди, связанные с Кузебаево
- Ашальчи Оки — удмуртская поэтесса (Векшина Акулина Григорьевна)
- Айво Иви — удмуртский писатель и поэт-песенник, брат поэтессы Ашальчи Оки